# Citalopram
Le citalopram, ou plus exactement le bromhydrate de citalopram, est un antidépresseur inhibiteur sélectif de la recapture de la sérotonine (ISRS), il est utilisé pour le traitement de la dépression, associé ou non à des troubles de l'humeur, et dans l'ensemble des troubles de l'anxiété.
Le citalopram a été commercialisé dans plus de 65 pays sous divers noms tels que Celapram, Celexa, Ciazil, Cilift, Cipram, Cipramil, Ciprapine, Citabax, Citalec, Citaxin, Citrol, Ecosol, Mepha, Recital, Seropram (France), Talam, Zentius, Zetalo.
Il existe de nombreux génériques commercialisés par les laboratoires Actavis, Cristers, Lunbeck, Mylan, Sandoz (Ecosol), etc.

## Histoire
Le citalopram a été découvert en 1976 par le laboratoire pharmaceutique Lundbeck.
Le brevet sur le citalopram étant tombé dans le domaine public en 1997, le laboratoire Lundbeck a alors racheté tous les laboratoires avancés dans le développement des génériques du citalopram, pour interrompre leurs projets, et offert une indemnité aux autres pour qu’ils renoncent à le commercialiser. Constatant que le laboratoire Lundbeck est en situation de monopole, l'Union européenne engage en 2010 une procédure anti-trust qui les oblige à changer de stratégie.
Lundbeck isole alors la forme active : l'énantiomère (S) du citalopram qui est en fait un mélange racémique des deux énantiomères (R) et (S), et le brevète sous le nom de S-citalopram ou escitalopram, mais pour lequel il reçoit en 2002 de la commission de transparence un refus de remboursement car il n'apporte aucun effet nouveau (note 5) par rapport au citalopram. Autrement dit, il s'agit de la même molécule avec les mêmes effets ; en 2004, le dossier est représenté et, grâce à une forte campagne de lobbying auprès des membres de la commission, un bénéfice minime est reconnu (note 4) et la commercialisation commence sous les marques de Seroplex, Cipralex ou Lexapro. Remboursé finalement au taux maximum (note 1) à 65 %, le Seroplex fait partie en 2009 des dix médicaments les plus remboursés par la sécurité sociale française.
En 2014, le brevet du Seroplex tombe à son tour dans le domaine public, et le laboratoire Lundbeck lance un nouvel antidépresseur, le Brintellix qui reçoit lui aussi un avis défavorable du fait qu'il n'apporte pas de progrès thérapeutique par rapport au Seroplex.
Les membres de la commission et les experts chargés de donner un avis sur le Seroplex auraient reçu des paiements du laboratoire pharmaceutique, causant à la Sécurité sociale française un préjudice d'environ un milliard d'euros. En avril 2015, le parquet de Paris a ouvert une information pour conflit d'intérêts et chargé de l'enquête la section de la police judiciaire spécialisée dans la lutte contre la corruption.
En 2016, la revue Prescrire a ajouté le citalopram à sa liste des médicaments à écarter des soins et à remplacer par de meilleures options car la balance bénéfices-risques est défavorable.

## Indications

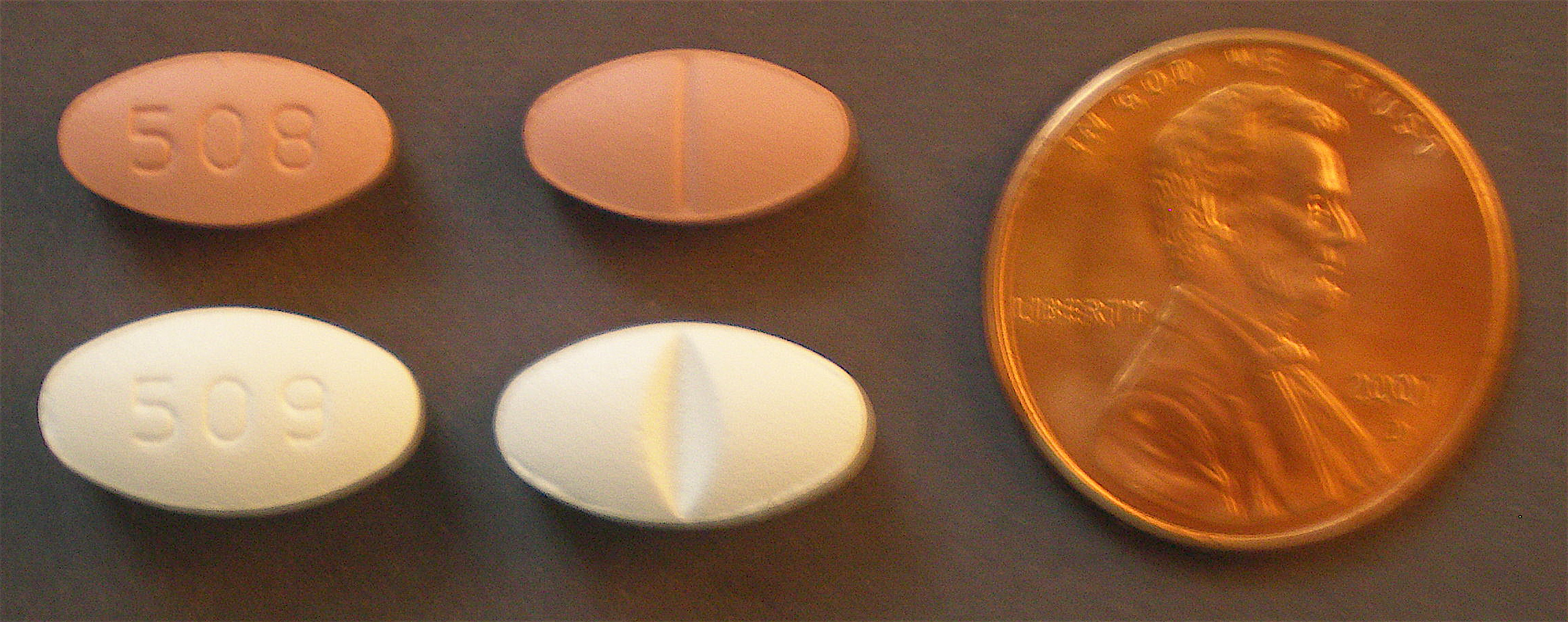
comprimés blanc de 20 mg de citalopram, et rose de 40 mg.

Le citalopram est approuvé dans le traitement :
- des troubles de l'humeur, dont la dépression ;
- des troubles de l'anxiété[8].

Le citalopram a aussi montré qu'il pouvait réduire de manière significative les symptômes liés à la neuropathie diabétique  et l'éjaculation prématurée.
Aux États-Unis, un tiers des enfants diagnostiqués avec une forme d'autisme se voient traités de leurs symptômes (en particulier les comportements répétitifs) par ce médicament. Toutefois, une étude publiée en 2009 indique que cette molécule ne serait pas plus efficace qu'un placebo,.
En 2021, l'Académie européenne de neurologie et la Fédération européenne des sociétés de neuroréhabilitation publie des recommandations sur le soutien pharmacologique en rééducation motrice précoce après un AVC ischémique aigu qui conseillent le citalopram,.

## Posologie, contre-indications
- Parmi les effets secondaires du citalopram, la mort par suicide est un risque significatif. Cf la notice du Seropram du laboratoire Lundbeck[15]. Il semble toutefois que certains fabricants minimisent ce problème.
- Syndrome du QT long[16]. En 2011, l'agence française de sécurité sanitaire des produits de santé a informé que les doses de Citalopram et d'Escitalopram devaient être diminuées, voire supprimées, aux patients présentant un allongement de l'intervalle QT[17].
- En tout état de cause, la dose maximale de Citalopram est limitée à 40 mg par jour, et abaissée à 20 mg pour les sujets de plus de 65 ans, ou présentant une insuffisance hépatique. La dose maximale d'Escitalopram est limitée à 20 mg par jour, et abaissée à 10 mg pour les sujets de plus de 65 ans, ou présentant une insuffisance hépatique[17].
- Le citalopram ne doit pas être utilisé avec des substances à actions sérotoninergiques (augmentant la sérotonine dans le cerveau) comme les antidépresseurs (tricycliques, ISRS, IRSNA, IMAO), le millepertuis, les suppléments en 5-HTP, la Rhodiola rosea, la Griffonia, le tramadol, la MDMA (toutes ces associations pouvant conduire à un syndrome sérotoninergique).

## Effets secondaires et interactions médicamenteuses
Le citalopram est un inhibiteur sélectif de la recapture de la sérotonine (ISRS) relativement sûr et bien toléré à dose thérapeutique.
Dans les essais cliniques, plus de 10 % des patients ont rapporté un ou plusieurs effets indésirables suivants :
- fatigue ;
- somnolence ;
- sécheresse de la bouche (xérostomie) ;
- augmentation de la transpiration (hyperhidrose) ;
- tremblement ;
- maux de tête ;
- vertige ;
- trouble du sommeil, insomnie ;
- arythmie cardiaque ;
- augmentation/diminution de la tension artérielle ;
- nausée/vomissement ;
- diarrhée, anorgasmie chez les femmes ;
- problèmes d'éjaculation chez les hommes.

Le citalopram provoquerait des dysfonctions sexuelles dans plus de 70 % des cas.
Dans le cas où il existe des dysfonctions sexuelles (diminution du désir sexuel, anorgasmie, trouble de l'excitation…) avant l'apparition d'un état dépressif, une utilisation du citalopram devra impérativement être évitée.
Dans de rares cas (environ plus de 1 % des cas), des réactions allergiques, des convulsions, des sautes d'humeur, anxiété et confusion ont été rapportés.

## Sevrage
Comme tous les antidépresseurs, un syndrome de sevrage très pénible peut apparaître selon la durée du traitement, l'état du patient et d'autres circonstances. Il est souvent interprété par le patient comme une rechute de l'affection primitive. Il est impérativement conseillé de ne jamais arrêter le traitement d'un coup, mais de diminuer progressivement la dose sur une durée de plusieurs semaines.

## Stéréochimie
Le citalopram est une molécule chirale qui possède donc deux énantiomères, ceux-ci sont appelés S -(+)- citalopram et R -(–)- citalopram.
| S-(+)-citalopram | R-(−)-citalopram |
| S-(+)-citalopram | R-(−)-citalopram |
| S-(+)-citalopram | R-(−)-citalopram |

Le citalopram est vendu comme mélange racémique (50 % de chacun des énantiomères), Lundbeck commercialise aussi l'énantiomère S -(+)- citalopram seul sous le nom de Seroplex ou Lexapro (escitalopram). Cette forme S -(+)- est la seule forme active du médicament. La posologie est alors à diminuer par 2 avec possiblement moins d'effets secondaires.

## Effets sur l'environnement
Une étude de 2021 relève un comportement désinhibé des écrevisses américaines Faxonius limosus exposées aux traces de Citalopram présentes dans les eaux de Floride.